# Coppa del Mondo di slittino 1984
La Coppa del Mondo di slittino 1983/84, settima edizione della manifestazione organizzata dalla Federazione Internazionale Slittino, ebbe inizio il 17 dicembre 1983 a Sarajevo, in Jugoslavia, e si concluse il 4 marzo 1984 ad Oberhof, nella Repubblica Democratica Tedesca. Furono disputate 15 gare, cinque per ogni tipologia (singolo uomini, singolo donne ed il doppio) in 5 differenti località. Nel corso della stagione si tennero anche i XIV Giochi olimpici invernali di Sarajevo 1984, in Jugoslavia, ed i Campionati europei di slittino 1984 a Valdaora, in Italia, competizioni non valide ai fini della Coppa del Mondo.
Le coppe di cristallo, trofeo conferito ai vincitori del circuito, furono assegnate al tedesco dell'est Michael Walter per quanto concerne la classifica del singolo uomini, le sue due connazionali Steffi Martin e Bettina Schmidt conquistarono ex aequo il trofeo del singolo donne mentre la coppia della Germania orientale formata da Jörg Hoffmann e Jochen Pietzsch si aggiudicò la vittoria del doppio.

## Risultati
| Data                | Località     | Nazione        | Specialità       | Primi classificati                                   | Secondi classificati                                 | Terzi classificati                               |
| ------------------- | ------------ | -------------- | ---------------- | ---------------------------------------------------- | ---------------------------------------------------- | ------------------------------------------------ |
| 17-18 dicembre 1983 | Sarajevo     | Jugoslavia     | Donne – Singolo  | Bettina Schmidt Germania Est                         | Steffi Martin Germania Est                           | Natal'ja Lisica Unione Sovietica                 |
| 17-18 dicembre 1983 | Sarajevo     | Jugoslavia     | Uomini – Singolo | Jurij Charčenko Unione Sovietica                     | Sergej Danilin Unione Sovietica                      | Michael Walter Germania Est                      |
| 17-18 dicembre 1983 | Sarajevo     | Jugoslavia     | Uomini – Doppio  | Evgenij Belousov Aleksandr Beljakov Unione Sovietica | Georg Fluckinger Franz Wilhelmer Austria             | Helmut Brunner Walter Brunner Italia             |
| 8 gennaio 1984      | Hammarstrand | Svezia         | Donne – Singolo  | Bettina Schmidt Germania Est                         | Ute Weiß Germania Est                                | Steffi Martin Germania Est                       |
| 8-9 gennaio 1984    | Hammarstrand | Svezia         | Uomini – Singolo | Michael Walter Germania Est                          | Jörg Hoffmann Germania Est                           | Markus Prock Austria                             |
| 7-8 gennaio 1984    | Hammarstrand | Svezia         | Uomini – Doppio  | Jörg Hoffmann Jochen Pietzsch Germania Est           | Volker Sotzmann Volker Dietrich Germania Est         | Bernhard Kammerer Ellecosta Italia               |
| 14-15 gennaio 1984  | Imst         | Austria        | Donne – Singolo  | Mária Jasenčáková Cecoslovacchia                     | Sybille Hoherz Germania Est                          | Andrea Hatle Germania Ovest                      |
| 14-15 gennaio 1984  | Imst         | Austria        | Uomini – Singolo | Paul Hildgartner Italia                              | Norbert Huber Italia                                 | Thorsten Görlitzer Germania Est                  |
| 14-15 gennaio 1984  | Imst         | Austria        | Uomini – Doppio  | Hans Joachim Menge Detlef Bertz Germania Est         | Hansjörg Raffl Norbert Huber Italia                  | Thomas Schwab Wolfgang Staudinger Germania Ovest |
| 25-26 febbraio 1984 | Königssee    | Germania Ovest | Donne – Singolo  | Steffi Martin Germania Est                           | Bettina Schmidt Germania Est                         | Ute Weiß Germania Est                            |
| 25-26 febbraio 1984 | Königssee    | Germania Ovest | Uomini – Singolo | Paul Hildgartner Italia                              | Michael Walter Germania Est                          | Jurij Charčenko Unione Sovietica                 |
| 25-26 febbraio 1984 | Königssee    | Germania Ovest | Uomini – Doppio  | René Keller Lutz Kühnlenz Germania Est               | Evgenij Belousov Aleksandr Beljakov Unione Sovietica | Jörg Hoffmann Trebeß Germania Est                |
| 3-4 marzo 1984      | Oberhof      | Germania Est   | Donne – Singolo  | Steffi Martin Germania Est                           | Jutta Garbe Germania Est                             | Bettina Schmidt Germania Est                     |
| 3-4 marzo 1984      | Oberhof      | Germania Est   | Uomini – Singolo | Michael Walter Germania Est                          | Sergej Danilin Unione Sovietica                      | Jurij Charčenko Unione Sovietica                 |
| 3-4 marzo 1984      | Oberhof      | Germania Est   | Uomini – Doppio  | Jörg Hoffmann Jochen Pietzsch Germania Est           | René Keller Lutz Kühnlenz Germania Est               | Georg Fluckinger Franz Wilhelmer Austria         |

## Classifiche

### Singolo uomini
| Pos. | Nome            | Nazione          |
| ---- | --------------- | ---------------- |
| 1    | Michael Walter  | Germania Est     |
| 2    | Norbert Huber   | Italia           |
| 3    | Jurij Charčenko | Unione Sovietica |

### Singolo donne
| Pos. | Nome            | Nazione      |
| ---- | --------------- | ------------ |
| 1    | Steffi Martin   | Germania Est |
| 1    | Bettina Schmidt | Germania Est |
| 3    | Ute Weiß        | Germania Est |

### Doppio
| Pos. | Nome                             | Nazione      |
| ---- | -------------------------------- | ------------ |
| 1    | Jörg Hoffmann Jochen Pietzsch    | Germania Est |
| 2    | Georg Fluckinger Franz Wilhelmer | Austria      |
| 2    | Hansjörg Raffl Norbert Huber     | Italia       |